# Istituto di Credito delle Casse di Risparmio Italiane
L’ Istituto di Credito delle Casse di Risparmio Italiane, in acronimo ICCRI conosciuto anche come Italcasse), era un istituto di credito di secondo livello costituito dalle Casse di Risparmio nel 1921 con lo scopo di svolgere funzioni di Istituto Centrale della Categoria e investire la liquidità in eccesso raccolta dal sistema delle Casse di Risparmio.

## Storia
Le maggiori partecipazioni nell'ente erano quelle della Cariplo (23%), della Carito (14%) e della Carifi (9%).
Nel 1977 l'Italcasse fu al centro di uno scandalo politico-giudiziario ("scandalo Italcasse"): ispezioni della Banca d’Italia portarono alla luce irregolarità nella concessione dei fidi e l'erogazione di generosi finanziamenti a partiti politici, a imprenditori, ad amici e parenti, prelevando denaro da capitali accantonati fuori bilancio (fondi neri). Lo scoppio dello scandalo provocò la fuga all'estero dell'allora direttore generale Giuseppe Arcaini, il quale morì poco tempo dopo, e la condanna per peculato e falso in bilancio nei confronti dell'ex presidente Edoardo Calleri.
Superata questa fase, l'ICCRI fu ricapitalizzato e in breve tempo assunse un ruolo di leadership nel sistema bancario italiano costituendo il primo sistema di pagamenti elettronici interbancario (STACRI) da cui prese vita, dalla metà degli anni 1980, la Rete Nazionale Interbancaria. Con la legge Amato del 1990 fu sancita la costituzione delle Fondazioni e la privatizzazione attività creditizie delle Casse di Risparmio. L'ICCRI, come tutte le casse di risparmio, finì per essere equiparata sostanzialmente agli istituti di credito ordinari (società per azioni); negli anni successivi, la proprietà dell'ICCRI si concentrò nelle mani della Cassa di Risparmio di Torino. Tra l'altro l'ICCRI'istituto sviluppò per primo il Bancomat online con controlli sui prelievi in tempo reale (1987); nei primi anni 1990 acquisì da un gruppo di Casse di Risparmio del Nord-est il sistema Cassatel che implementò fino a farlo diventare il primo esempio di sistema di incassi (Teleincassi) e pagamenti (Telebonifico) in tempo reale, da filiale a filiale di due banche diverse. Nello stesso periodo diede vita a Eufiserv, società con sede a Bruxelles, per l'interoperatività tra i circuiti di prelevamento di 12 Paesi europei.
Con la cessione delle quote di maggioranza alla Banca Popolare di Lodi nel 1999, l'ICCRI assunse la denominazione di ICCRI-Banca Federale Europea; a essa, in qualità di sub-holding della Banca Popolare di Lodi, avrebbero dovuto fare capo le banche rete delle ex Casse di Risparmio appartenenti allo stesso Gruppo. Il progetto fu interrotto bruscamente con la costituzione di Banca Eurosistemi e il cambio di indirizzo. Nel 2001 la Popolare di Lodi, con un'operazione "spezzatino", ha incorporato le strutture di Banca Eurosistemi relative all'area Finanza e ceduto all'Istituto Centrale delle Banche Popolari Italiane (2004) tutte le attività sui sistemi di pagamento (centro applicativo e banca di secondo livello).